# Hans von Volkmann

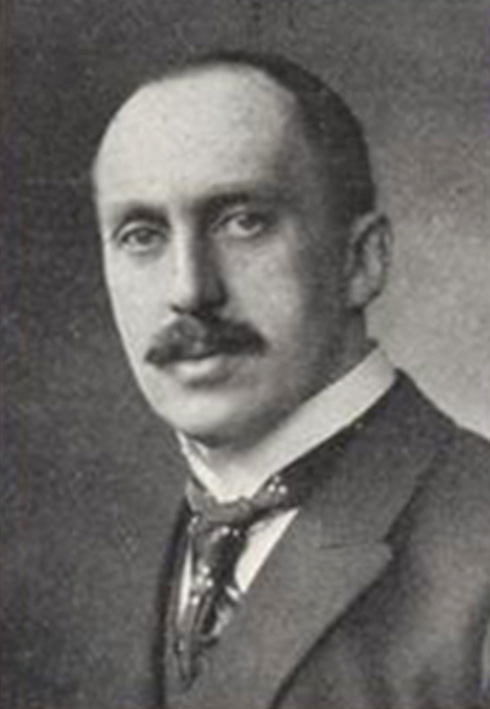
Hans Von Volkman

Hans Richard von Volkmann (* 19 de mayo de 1860 en Halle (Saale); † 29 de abril de 1927 ibid) fue un ilustrador y pintor paisajista alemán de la Escuela de Düsseldorf. Fue miembro de la junta directiva de la Deutscher Künstlerbund y miembro de la colonia de pintores de Schwälmer Willingshäuser.

## Trayectoria

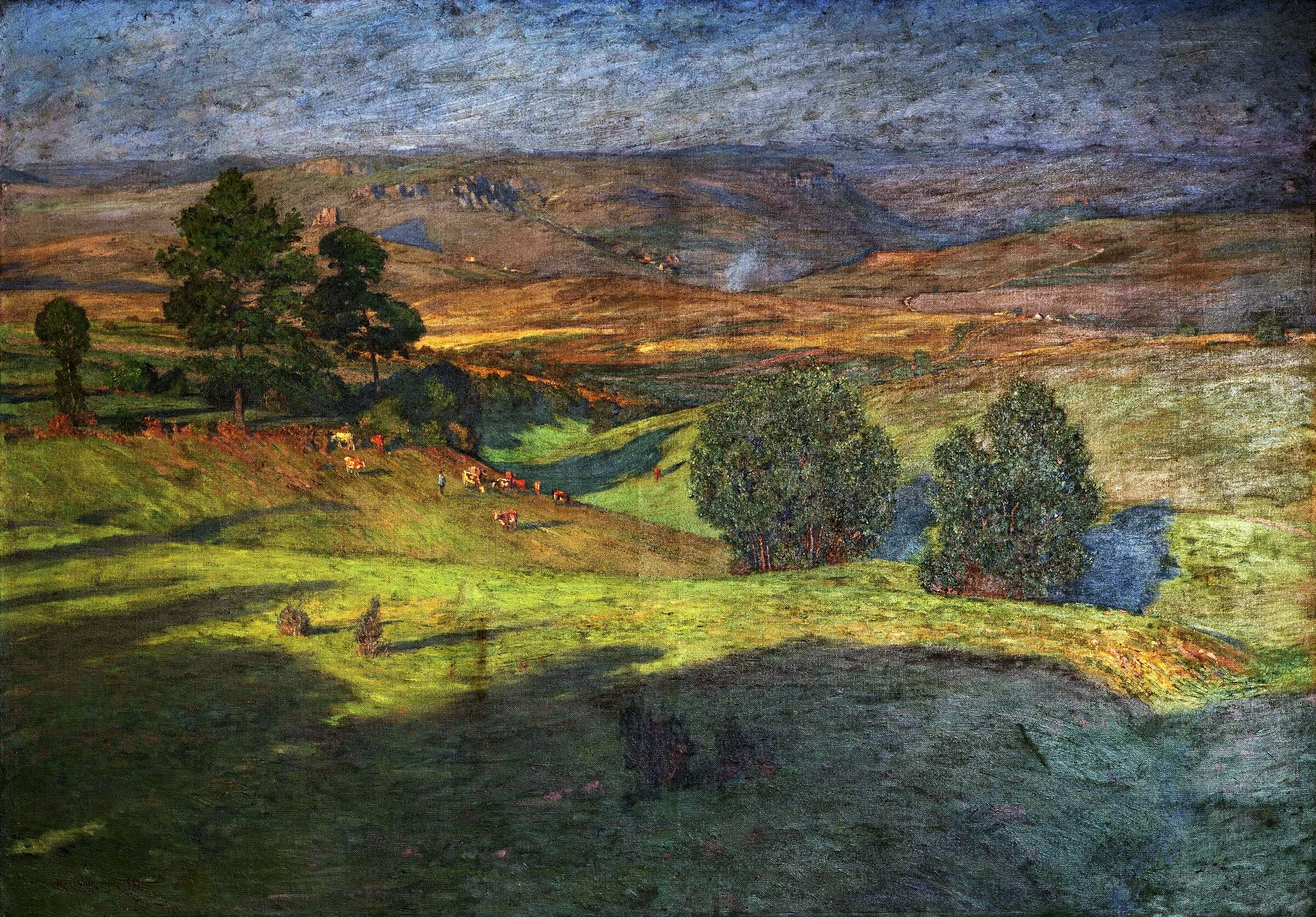
Volkmann - Upland landscape at sunset

Nacido en Halle en 1860, hijo del cirujano Richard von Volkmann, solo pasó su juventud en su ciudad natal, pero nunca perdió su conexión con Halle. En numerosas publicaciones del Saalestadt de las primeras décadas del siglo XX, uno se encuentra a menudo ilustraciones de Volkmann. Entre otras cosas, ilustró el conocido libro de cuentos de hadas "Ensueños en las chimeneas francesas". Sin embargo, sus dibujos a pluma de "Alt Halle" son particularmente conocidos. Llamó a estos tres números publicados por Gebauer & Schwetschke en varias ediciones con el subtítulo “Desaparecido y preservado de la antigua ciudad de sal de Halle”. Durante sus múltiples visitas a Halle y sus alrededores, el graduado de la Academia de Arte de Düsseldorf captó casas, edificios, calles y otros lugares de interés con el pincel, lápiz o plumilla. En particular, las vistas de edificios y lugares históricos desaparecidos o que ya no se conservan, como el Trödel, el Würfelwiese, el Gerbersaale o la posada Goldener Pflug, son de gran valor como fuentes históricas para los historiadores de la ciudad y los conservadores de monumentos.

## Formación y lugares de estudio.

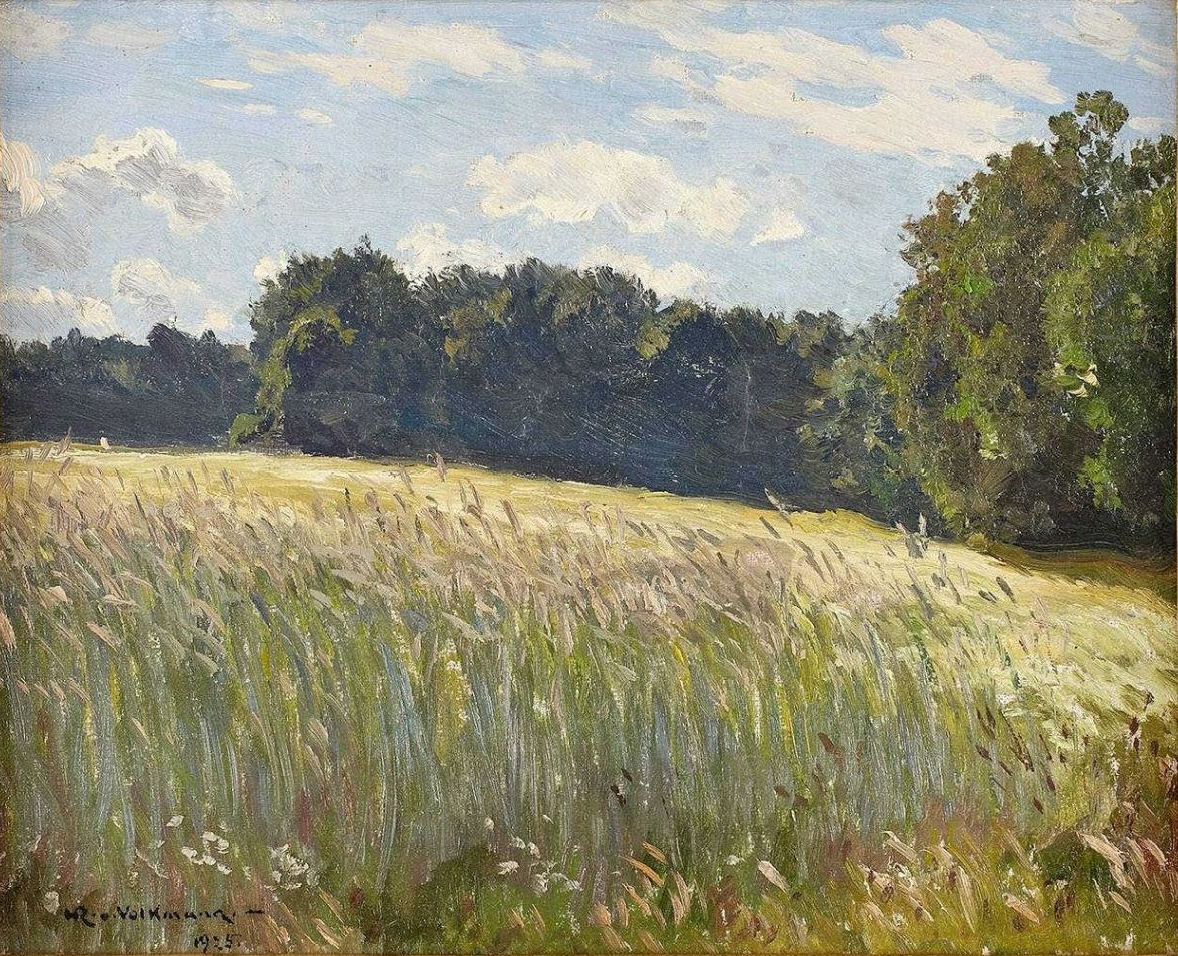
Hans Richard von Volkmann - Feld am Walde

Cuando tenía 14 años, von Volkmann ya había comenzado a recorrer Halle y su país natal con una caja de lápices y pinturas. Más de 100 acuarelas en el archivo de la ciudad de Halle aún hoy dan testimonio de esto. El antiguo archivero de la ciudad, Werner Piechocki, publicó una selección de ellos en 1992 en el volumen "The old Halle: From Hans von Volkmann's sketchbooks". Volkmann describió más tarde estos primeros intentos de pintar como "estudios de acuarela diletantes". Estos son los primeros pasos artísticos del que luego sería uno de los paisajistas alemanes más importantes de finales del siglo XIX y principios del XX. Después de estudiar en Düsseldorf de 1880 a 1888 con Hugo Crola, Heinrich Lauenstein, Johann Peter Theodor Janssen y Eduard von Gebhardt y convertirse en miembro de la asociación de artistas de Malkasten, Hans von Volkmann fue un alumno de maestría de 1888 a 1892 con Gustav Schönleber ( 1851– 1917) en la actual ciudad hermana de Halle, Karlsruhe, ciudad que siguió siendo su hogar adoptivo y lugar de trabajo hasta su muerte. Rápidamente alcanzó el éxito como paisajista y se convirtió en el representante más destacado de la Escuela de Paisaje de Karlsruhe fundada por Schönleber. Hoy sus obras se pueden ver en muchos museos alemanes. Vendió su primera pintura a la edad de 30 años al médico de Halle, Dr. Eduardo Hertzberg. Además de extensas excursiones a Hesse, Turingia, Sajonia, Suabia, Alta Baviera y Mecklenburg, así como a la Riviera (1893), su camino también lo llevó repetidamente a su ciudad natal de Halle, donde pasó una breve visita el 29 de enero de 1893. Murió en abril de 1927.

## Estancias en Willingshausen
En 1883 Volkmann llegó a Willingshausen por vez. Trabajó allí durante 25 años, a menudo por períodos largos. De 1883 a 1895 Volkmann estuvo en Willingshausen todos los años, a excepción del año 1888, cuando visitó Dachau, y 1892, cuando visitó Weßling. En 1900 Volkmann vivió con su esposa en la posada Haase. Luego visitó Willingshausen nuevamente en 1907. Desde la primavera hasta finales del otoño de 1907 a 1910 vivió con su familia en Willingshausen en su propia casa. Volkmann volvió a visitar Willingshausen en 1912. Finalmente, de 1924 a 1926, fue a Willingshausen y vivió en la casa de huéspedes Hücker.

## Membresía en la Asociación Alemana de Artistas, DKB
Como uno de los primeros miembros de la Deutscher Künstlerbund, participó en la primera exposición de la DKB en el Royal Art Exhibition Building de Munich en la Königsplatz en 1904. En el mismo año fue miembro del comité de arte y delegado de la exposición internacional de arte en el Kunstpalast Düsseldorf. Desde sus 60 años fue miembro honorario de la asociación de artistas de Halle "Auf dem Pflug", fundada en 1905, donde apoyó y promovió intensamente los esfuerzos artísticos de esta asociación como miembro externo. Participó activamente en sus exposiciones de arte anuales, como antes en las exposiciones del Kunstverein Halle y el Museo Municipal de Moritzburg. 
En octubre de 1928, la ciudad de Halle organizó una exposición conmemorativa con la obra temprana de Hans von Volkmann. En la crónica de la "Asociación de Artistas" se conserva una carta de agradecimiento con motivo de su nombramiento como miembro de honor, en la que escribe: "Aunque yo, habiendo estado en el sur de Alemania durante más de 30 años, me he convertido en un Badener en algunos aspectos, pero al mismo tiempo siempre seguí siendo un hijo bueno y fiel de Halle; y aunque algunos hilos se han roto con el paso del tiempo, sobre todo por la dureza de la guerra y sus consecuencias, aún quedan muchas cosas que me mantienen atado a los lugares de mi niñez, la casa de mis padres, al paraíso de mis recuerdos juveniles."

## Obra

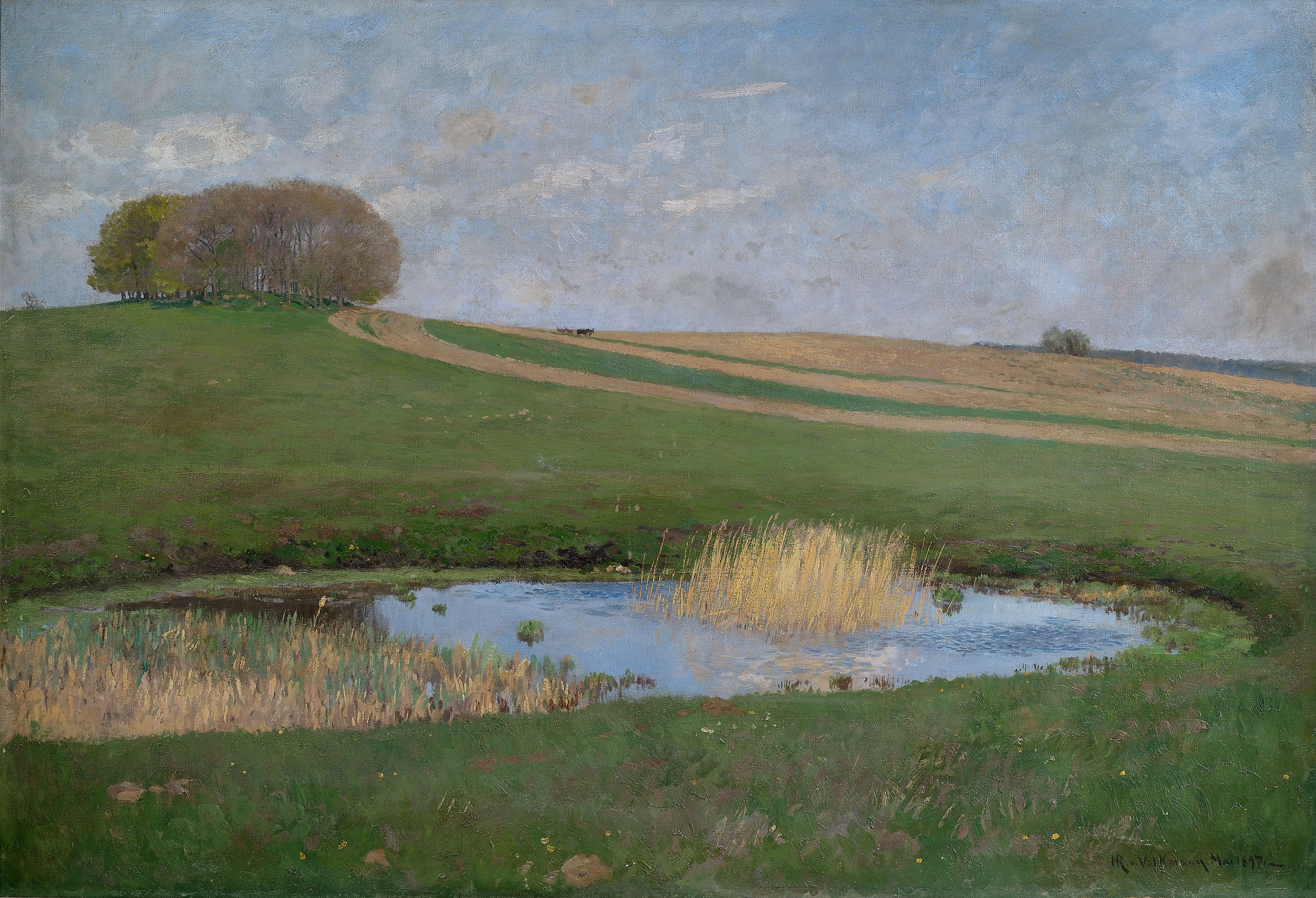
Paisaje de verano con un estanque, mayo de 1897

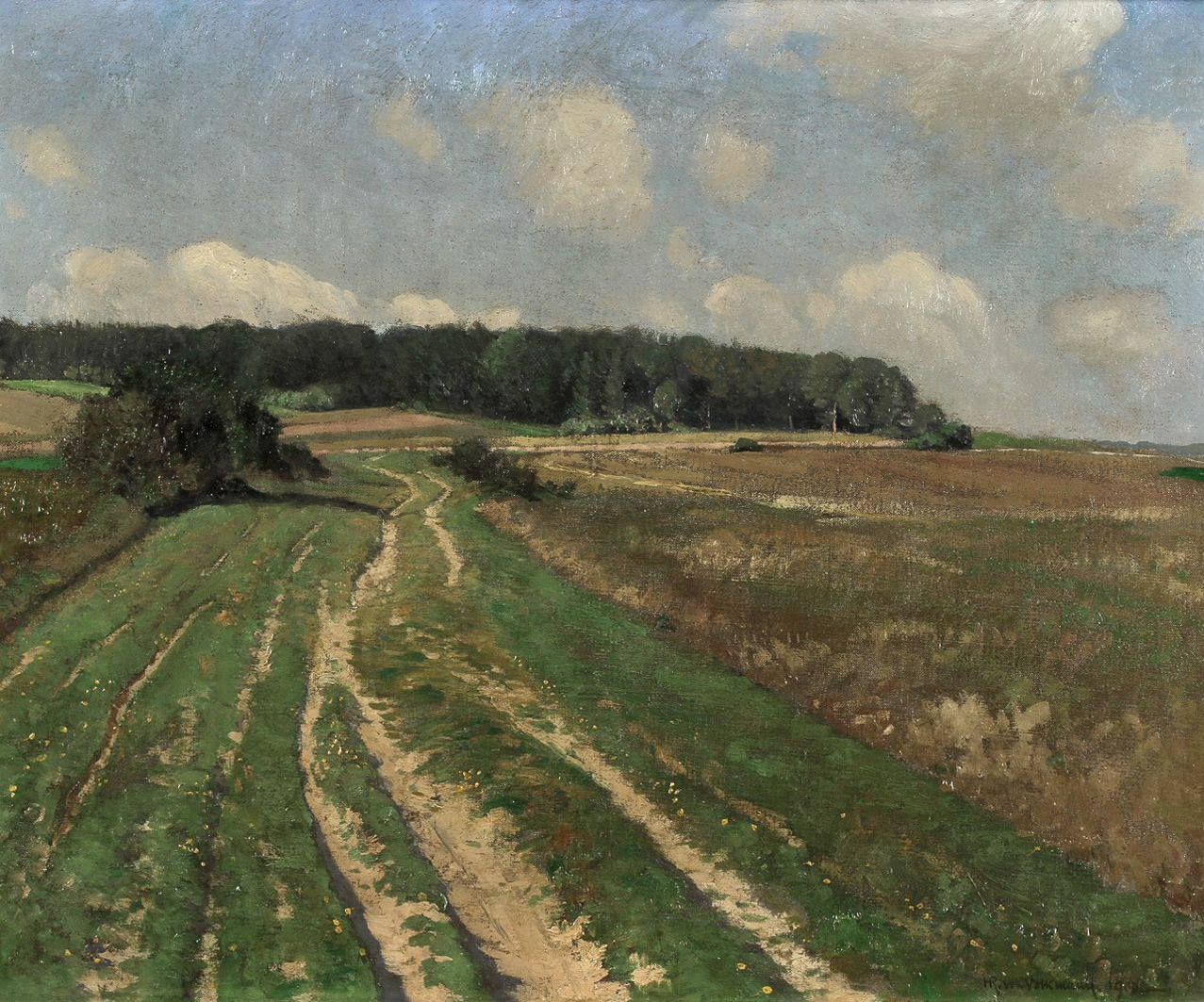
Camino de tierra, 1900

En su mayoría pintó paisajes de lomas bajas poco espectaculares, como pastos de gansos, en los carpes o en un brezal solitario. Sus paisajes se asocian a menudo con representaciones de género como el Leñador encendiendo un fuego, La hora vespertina en el bosque, El camino a la feria. Aunque se abstuvo de cualquier forma de dramatización, no se puede negar una inclinación por el romanticismo social. Su forma de representación inofensiva y agradable le aseguró el éxito social, también como ilustrador de libros para niños. 
Boetticher enumera 62 obras que se exhibieron entre 1889 y 1896. Su biógrafo Heinz Bischof escribió: “A lo largo de los años, enriqueció sus medios artísticos de expresión, formados en el realismo y el naturalismo, a través de influencias del Art Nouveau y otras tendencias modernas, y supo convertir las observaciones objetivas de la naturaleza en un estado de ánimo subjetivo. Sin embargo, se mantuvo apegado a la tradición de la perspectiva desarrollada en Düsseldorf una generación antes.

## Exposiciones y obras en museos
- 2006/7: Paisajes del alma sobre piedra, Museo Schloss Moyland, Bedburg -Hau[5]

- El granjero de Schwalm Ditter, 1883, Museo de Schwalm, Ziegenhain
- Paisaje en Schwalm con Antreff, 1887, Museo de Schwalm, Ziegenhain
- Pueblo de Hesse, 1900 Galería estatal Moritzburg, Halle
- Agricultor con carro, 1887, Willingshäuser Malerstübchen, Willingshausen
- Viejo granjero de Schwalm, 1889, habitación del pintor de Willingshausen,